# Imperial Hotel (Atlanta)
L'Imperial Hotel d'Atlanta est l'un des rares immeubles de grande hauteur qui restent du boom de la construction de la ville au début du XXe siècle. L'hôtel est ouvert en 1910, compte 8 étages et est représentatif de l'école de Chicago en raison du toit plat et de la façade en briques avec des grilles de baies vitrées. Il contient deux ascenseurs historiques Otis. Il est abandonné en 1980, ajouté au registre national des lieux historiques quelques années plus tard et finalement converti en logements à faible revenu puis subit une autre série de rénovations à partir de 2012,.

## Histoire
Achevé en 1910 dans le cadre d'un boom de la construction à Atlanta, il contribue à l'expansion de la ville vers le nord le long de Peachtree Street. En 1913, l'hôtel aurait coûté 300 000 $, abrité 119 chambres et 59 bains individuels. Le premier étage est rénové une première fois en 1953 et refait à neuf à la suite d'un incendie en 1968. Le bâtiment est acheté par John Portman en 1980 et abandonné. En 1990, des sans-abri commencent à l'occuper et il est converti en logement à faible revenu en 1996, alors qu'Atlanta se transformait pour accueillir les Jeux olympiques.
En 2014, après une recapitalisation et une rénovation complètes, l'Imperial Hotel (maintenant rebaptisé The Commons at Imperial Hotel) rouvre ses portes en tant que centre de logement avec services de soutien permanent pour 90 anciens sans-abri et résidents ayant des besoins spéciaux par le biais de CaringWorks, INC. Columbia Residential, basée à Atlanta, un développeur de logements abordables multifamiliaux de renommée nationale et National Church Residences, le plus grand fournisseur de logements abordables pour personnes âgées au pays, sont les promoteurs et les propriétaires de l'immeuble.

## Galerie

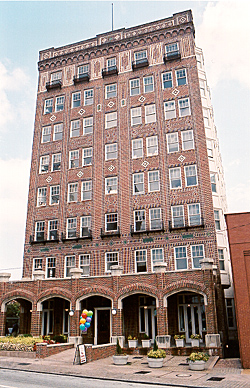
Entrée de l'Imperial Hotel.
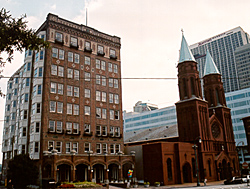
Imperial Hotel à côté de l'église du Sacré-Cœur de Jésus.
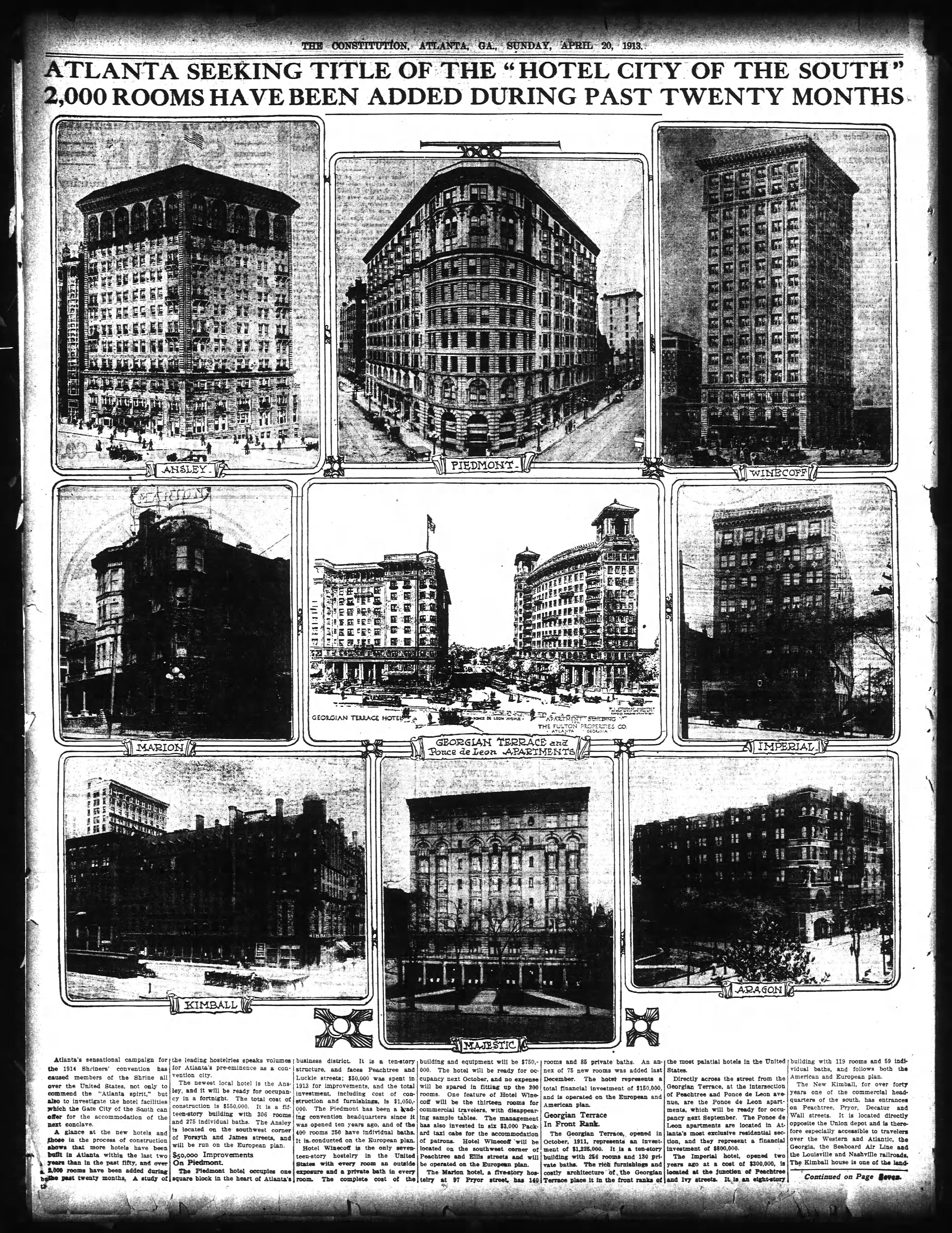
L'Impérial en vedette dans un article de la Constitution d'Atlanta du 20 avril 1913 sur les nouveaux hôtels de la ville.
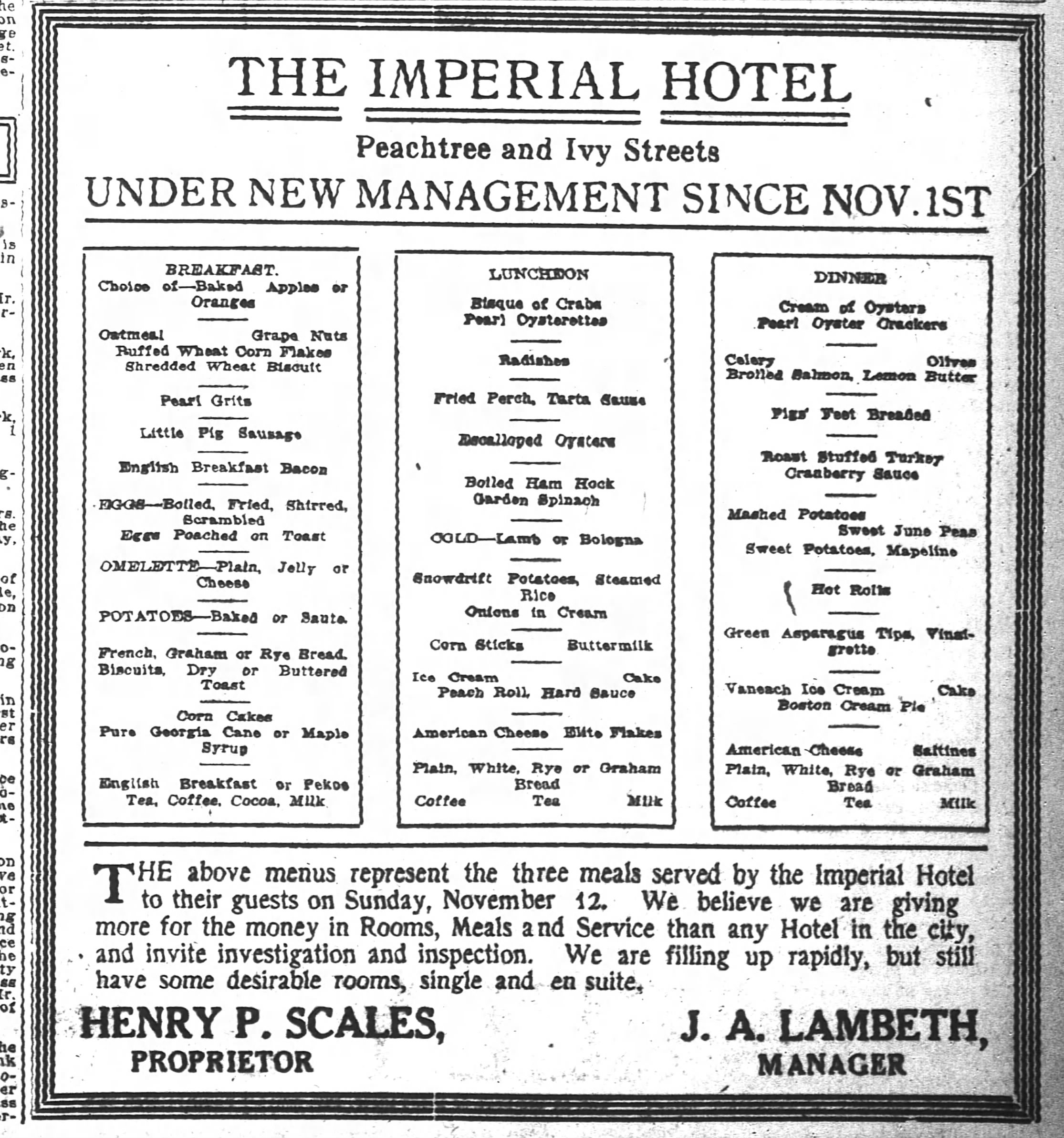
Annonce dans la Constitution d'Atlanta du 17 novembre 1916 pour l'Imperial Hotel avec ses menus.